# دوربین ویدئویی

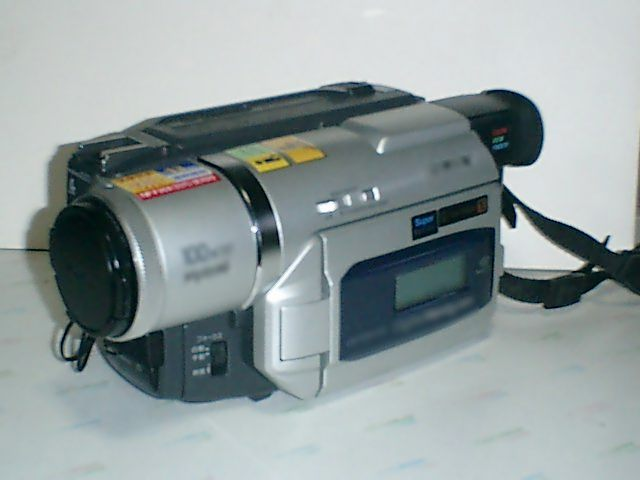

دوربین‌های ویدئویی (یا ویدئویی) وسایل الکترونیکی قابل حملی هستند که برای ضبط تصاویر و صداها بکار می‌روند. این وسیله، هم شامل دوربین و هم شامل دستگاه ضبط است. پیش از این هنوز این دو بخش در یک وسیله واحد جاسازی نشده بودند.